# Calendario delle competizioni internazionali della FIFA
Il calendario delle competizioni internazionali della FIFA è frutto di un accordo stipulato tra la FIFA, le sei confederazioni continentali, la European Club Association e la FIFPro. Il calendario stabilisce quali date ("finestre") possono essere destinate allo svolgimento di gare ufficiali e amichevoli tra squadre nazionali: tali spazi sono collocati indicativamente a marzo, giugno, settembre, ottobre e novembre. Inoltre il calendario determina quando si disputano le competizioni internazionali come la Coppa d'Asia, la Copa América, la Coppa delle nazioni africane, l'Europeo o la Coppa del Mondo. La Coppa delle nazioni oceaniane non è inserita nel calendario internazionale.
Per le partite ufficiali i club hanno l'obbligo di mettere a disposizione i calciatori per un periodo di quattro giorni. Se la partita si disputa in un continente diverso da quello della squadra di club, tale periodo diventa di cinque giorni. Le amichevoli internazionali, considerate meno importanti, prevedono un periodo di disponibilità di 48 ore. La FIFA ritiene che gli incontri internazionali debbano avere la precedenza su quelli tra squadre di club; questo però non si verifica quando le partite si svolgono in date diverse da quelle stabilite dal calendario.

## Disputa tra la FIFA e la European Club Association
Nei primi mesi del 2012 si è verificata una disputa tra la FIFA e la European Club Association, organismo che rappresenta numerose società calcistiche europee, riguardo al compenso elargito ai club dalle associazioni internazionali. Il compenso percepito dalle società di club era ritenuto troppo basso. La ECA ha subordinato alla risoluzione di questa disputa la partecipazione agli incontri per l'accordo sul calendario internazionale dal 2014 al 2018.
A marzo 2012 è stata raggiunta un'intesa riguardo al calendario delle competizioni internazionali del quadriennio 2014-2018, basato sulle proposte dei rappresentanti della ECA, della FifPro, dell'UEFA, e della EPFL.